# Muzeum Olufa Høsta
Muzeum Olufa Høsta (duń. Oluf Høst Museet) – muzeum poświęcone malarzowi Olufowi Høstowi w Gudhjem.

## Historia i zbiory
Duński malarz Oluf Kristian Alexander Høst (1884–1966) mieszkał i tworzył na Bornholmie, będąc jednym z najbardziej znanych artystów na wyspie. W 1998 roku otwarto muzeum w jego domu w Gudhjem, który został wybudowany w 1929 roku, znanym jako Norresân, a nazwanym tak na cześć pobliskiego portu Nørresand Havn. Artysta mieszkał w tym domu aż do śmierci. W domu-muzeum, oprócz prac malarza, zgromadzono wiele pamiątek po nim. Muzeum tworzą trzy studia: jedno w domu, drugie w skalistym ogrodzie okalającym dom, trzecie na terenie za budynkiem. W muzealnym sklepiku kupić można m.in. plakaty z reprodukcjami obrazów Olufa Høsta. Prace artysty znajdują się również w Muzeum Sztuki Bornholmu.